# Miss Supranacional 2012
Miss Supranacional 2012 fue la 4.ª edición del certamen Miss Supranacional, correspondiente al año 2012; la cual se llevó a cabo el 14 de septiembre en el TV Studio Hall Mera de la ciudad de Varsovia, Polonia. Candidatas de 53 países y territorios autónomos compitieron por el título. Al final del evento, Monika Lewczuk, Miss Supranacional 2011 de Polonia, coronó a Ekaterina Buraya, de Bielorrusia, como su sucesora.

## Resultados
| Posiciones              | Candidata |
| ----------------------- | --- |
| Miss Supranacional 2012 | - Bielorrusia - Ekaterina Buraya |
| Primera Finalista       | - Tailandia - Nanthawan Wannachutha § |
| Segunda Finalista       | - República Checa - Michaela Dihlová |
| Tercera Finalista       | - Filipinas - Elaine Kay Moll |
| Cuarta Finalista        | - Ecuador - Zulay Castillo |

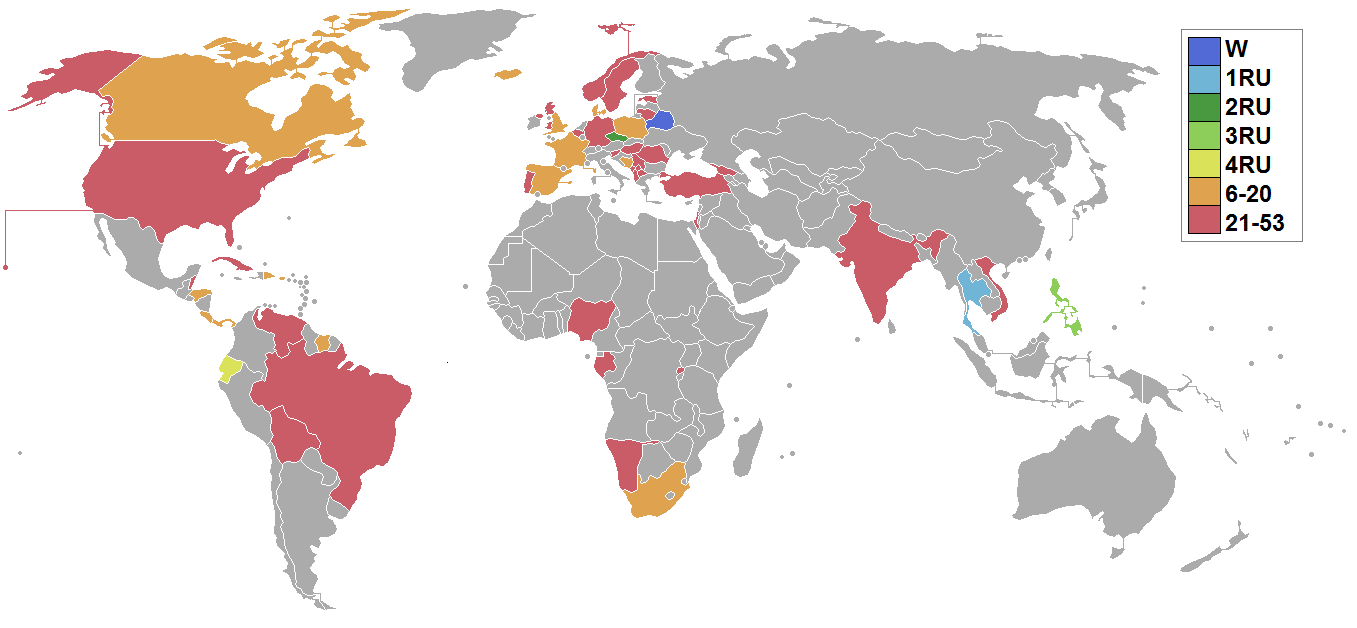
Mapa en el que se muestra las posiciones de las naciones competidoras en esta edición.

| Semifinalistas (Top 20) | - Bosnia y Herzegovina - Ema Golijanin - Canadá - Katie Starke - Costa Rica - Karina Ramos - Dinamarca - Julia Prokopenko - España - Nieves Sánchez - Francia - Solène Froment - Honduras - Natalia Coto - Inglaterra - Rachael Howard - Islandia - Sigrún Eva Ármannsdóttir - Panamá - Elissa Estrada - Polonia - Agnieszka Karasiewicz - Puerto Rico - Gabriela Berríos - República Dominicana - Chantel Martínez - Sudáfrica - Michelle Giden-Huys - Surinam - Periskia Laing |

- § Votada por el público de todo el Mundo vía internet avanza al cuadro de las 20 semifinalistas.

### Reinas Continentales
| Continente     | Candidata                         |
| -------------- | --------------------------------- |
| África         | - Sudáfrica - Michelle Giden-Huys |
| América        | - Panamá - Elissa Estrada         |
| Asia y Oceanía | - Vietnam - Lại Hương Thảo        |
| Europa         | - Dinamarca - Julia Prokopenko    |

## Relevancia histórica del concurso
- Bielorrusia gana por primera vez Miss Supranacional.
- Tailandia obtiene la posición de primera finalista por primera vez.
- República Checa obtiene la posición de segunda finalista por primera vez.
- Filipinas obtiene la posición de tercera finalista por primera vez.
- Ecuador obtiene la posición de cuarta finalista por primera vez.
- Polonia clasifica por cuarto año consecutivo.
- Panamá y República Checa  clasifican por tercer año consecutivo vez en la historia del certamen.
- Bielorrusia, Francia, Islandia, Puerto Rico, República Dominicana y Sudafrica, clasifican por segundo año consecutivo.
- Bosnia y Herzegovina, Canadá, Costa Rica, Dinamarca, Ecuador, España, Filipinas y Surinam clasifican por primera vez en la historia del concurso.
- Inglaterra clasificó por última vez en 2009.
- Honduras y Tailandia clasificaron por última vez en 2010.
- Brasil rompe una racha de clasificaciones consecutivas que mantenía desde 2009.
- Colombia y Eslovenia rompen una racha de clasificaciones consecutivas que mantenían desde 2010.

## Premios Especiales
| Título               | Candidata                            |
| -------------------- | ------------------------------------ |
| Mejor Traje Nacional | - Cuba - Damaris Aguiar              |
| Mejor Cuerpo         | - Ecuador - Zulay Castillo           |
| Miss Fotogénica      | - República Checa - Michaela Dihlová |
| Miss Personalidad    | - Ruanda - Sabrina Kubwimana         |
| Miss Talento         | - Dinamarca Julia Prokopenko         |
| Miss Top Model       | - Canadá - Katie Starke              |
| Miss Internet        | - Tailandia - Nanthawan Wannachutha  |
| Miss Elegancia       | - Portugal - Carmen Fernandes        |
| Miss Congenialidad   | - Namibia - Ester Shatipamba         |
| Miss St.George       | - Vietnam - Lại Hương Thảo           |

## Candidatas
53 candidatas compitieron por el título:
(En la tabla se utiliza su nombre completo, los sobrenombres van entrecomillados y los apellidos utilizados como nombre artístico, entre paréntesis; fuera de ella se utilizan sus nombres «artísticos» o simplificados).
| País/Territorio      | Candidata                         | Edad | Residencia       |
| -------------------- | --------------------------------- | ---- | ---------------- |
| Albania              | Elidjona Rusi                     | 17   | Tirana           |
| Alemania             | Stephanie Alice Ziolko            | 21   | Múnich           |
| Bélgica              | Emmily Polen                      | 23   | Blankenberge     |
| Belice               | Thessalonia Bernadette Logan      | 19   | Ciudad de Belice |
| Bielorrusia          | Ekaterina Buraya                  | 23   | Minsk            |
| Bolivia              | Adriana Rivera Benítez            | 20   | Tarija           |
| Bosnia y Herzegovina | Ema Golijanin                     | 20   | Sarajevo         |
| Brasil               | Mariane Silvestre Vicente         | 20   | Araraquara       |
| Canadá               | Katie Starke                      | 22   | Uxbridge         |
| Costa Rica           | Karina Ramos Leitón               | 19   | Heredia          |
| Cuba                 | Damaris Yamila Aguiar Gómez       | 26   | Cienfuegos       |
| Dinamarca            | Julia Prokopenko                  | 19   | Copenhague       |
| Ecuador              | Alexandra Zulay Castillo Velasco  | 21   | San Lorenzo      |
| Escocia              | Sunita Pall                       | 23   | Liverpool        |
| Eslovenia            | Lea Kern                          | 19   | Liubliana        |
| España               | Nieves Sánchez Rodríguez          | 21   | Barcelona        |
| Estados Unidos       | Yamile Mufdi                      | 26   | Miami            |
| Estonia              | Maarja Tõnisson                   | 22   | Tallinn          |
| Filipinas            | Elaine Kay Tancio Moll            | 20   | Nabua            |
| Francia              | Solène Froment                    | 20   | Aix-en-Provence  |
| Gabón                | Victoire Isla Okayi Koumba        | 20   | Libreville       |
| Gales                | Sophie Jayne Hall                 | 21   | Cardiff          |
| Georgia              | Sopia Venetikian                  | 19   | Tiflis           |
| Honduras             | Natalia Coto Hernández            | 24   | Tegucigalpa      |
| Hungría              | Annamária Rákosi                  | 21   | Debrecen         |
| India                | Gunjan Saini                      | 23   | Bombay           |
| Inglaterra           | Rachael Howard                    | 26   | Birmingham       |
| Irlanda del Norte    | Julie Montague                    | 22   | Belfast          |
| Islandia             | Sigrún Eva Ármannsdóttir          | 25   | Akranes          |
| Israel               | Nela Goldberg                     | 25   | Jerusalén        |
| Kosovo               | Arselajda Buraku                  | 18   | Pristina         |
| Lituania             | Nora Sudaryte                     | 21   | Wilno            |
| Macedonia            | Milena Padovska                   | 19   | Skopie           |
| Montenegro           | Kristina Grbovic                  | 20   | Podgorica        |
| Namibia              | Ester Ndapewoshali Shatipamba     | 24   | Windhoek         |
| Nigeria              | Usuemhegbe Ugonoh                 | 18   | Abuya            |
| Noruega              | Marie Bogucka Selvik              | 23   | Oslo             |
| Panamá               | Elissa Estrada Cortez             | 21   | Arraiján         |
| Polonia              | Agnieszka Karasiewicz             | 17   | Warszawa         |
| Portugal             | Carmen Fernandes                  | 25   | Lisboa           |
| Puerto Rico          | Gabriela Berríos Pagán            | 21   | Toa Baja         |
| República Checa      | Michaela Viktorie Dihlová         | 21   | Kozmice          |
| República Dominicana | Chantel Martínez de la Cruz       | 18   | Nueva York       |
| Ruanda               | Sabrina Simbi Kubwimana           | 24   | Kigali           |
| Rumania              | Madalina Horlescu                 | 21   | Bucarest         |
| Serbia               | Isidora Stancic                   | 24   | Belgrado         |
| Sudáfrica            | Michelle Giden-Huys               | 24   | Ciudad del Cabo  |
| Suecia               | Sandra Yvonne Larsson             | 20   | Munkfors         |
| Surinam              | Periskia Maria Andrea Laing       | 20   | Paramaribo       |
| Tailandia            | Nanthawan Wannachutha             | 26   | Bangkok          |
| Turquía              | Ozlem Katipoglu                   | 19   | Estambul         |
| Venezuela            | Diamilex Lucía Alexander González | 26   | Maracaibo        |
| Vietnam              | Lại Hương Thảo                    | 21   | Hai Phong        |

### Candidatas retiradas
- Argentina - Natalia Ostrosky
- Bahamas - Anastasia Pierre
- Camerún - Johanna Loïs Medjo Akamba
- China - Jin Guo
- Chipre del Norte - Sevilay Aydin
- Colombia - Diana Lemus
- El Salvador - Brenda Contreras
- Guinea-Bisáu - Benazira Djoco
- Indonesia - Ovi Dian Aryani Putri
- Irak - Susan Dervishi
- Kiribati - Liseth Berenice Solorzano
- Líbano - Elissa Ghawi
- Malasia - Ixara Aishah
- Pakistán - Bakhtawar Shah
- Palaos - Romina Silvana Cobeña
- República Eslovaca - Barbora Klapacova
- Rusia - Alena Shishkova
- Sierra Leona - Natasha Beckly
- Tanzania - Winfrida Dominic
- Ucrania - Olexandra Daschenko

### Candidatas reemplazadas
- Belice - Christine Dominguez fue reemplazada por Thessalonia Bernadette Logan.
- Bielorrusia - Natalia Brishten fue reemplazada por Ekaterina Buraya.
- Cuba - Brianna Ortiz fue reemplazada por Damaris Yamila Aguiar Gómez.
- Estados Unidos - Morgan Elizabeth Woolard fue reemplazada por Clarissa María Molina Contreras quien finalmente fue reemplazada por Yamile Mufdi.
- Gabón - Cherolle Boubeya fue reemplazada por Victoire Isla Okayi Koumba.
- India - Nikita Sharma fue reemplazada por Gunjan Saini.
- Namibia - Antonia Shinana fue reemplazada por Ester Ndapewoshali Shatipamba.
- Nigeria - Vivian Agharo fue reemplazada por Usuemhegbe Ugonoh.
- Panamá - Marisel Medina fue reemplazada por Elissa Estrada Cortez.
- Polonia - Angelika Ogryzek fue reemplazada por Agnieszka Karasiewicz.
- Portugal - Vanessa Henriques fue reemplazada por Carmen Fernandes.
- República Checa - Veronika Hladíková fue reemplazada por Michaela Viktorie Dihlová.
- República Dominicana - Sally Aponte Tejada fue reemplazada por Carolyn Hawa Rodríguez quien finalmente fue reemplazada por Chantel Martínez de la Cruz.
- Ruanda - Gigh Indamutsa fue reemplazada por Sabrina Simbi Kubwimana.
- Venezuela - Carla Rodríguez de Flavis fue reemplazada por Diamilex Lucía Alexander González.

## Datos acerca de las delegadas
- Algunas de las delegadas de Miss Supranacional 2012 han participado en otros certámenes internacionales de importancia:
  - Katie Starke (Canadá) participó sin éxito en Miss Teen World 2008 y Miss Internacional 2010.
  - Emmily Polen (Bélgica) participó sin éxito en Miss Model of the World 2009 y World Miss University 2011 y semifinalista en Miss Friendship Internacional 2010.
  - Diamilex Alexander (Venezuela) fue semifinalista en Miss Italia en el Mundo 2009 representando a Guadalupe.
  - Ema Golijanin (Bosnia y Herzegovina) participó sin éxito en Miss Tierra 2010.
  - Gabriela Berríos (Puerto Rico) fue ganadora de Miss Turismo Intercontinental 2010 y participó sin éxito en Miss Universo 2014.
  - Stephanie Ziolko (Alemania) fue ganadora de Miss Globe 2011.
  - Damaris Aguiar (Cuba) fue semifinalista en Miss Intercontinental 2011, quinta finalista en Reina Hispanoamericana 2012 y ganadora de Miss Universal Petite 2013.
  - Sigrún Eva Ármannsdóttir (Islandia) participó sin éxito en Miss Mundo 2011 y semifinalista en Miss Internacional 2013.
  - Michaela Dihlová (República Checa) fue cuarta finalista en Miss Model of the World 2011 y participó sin éxito en Miss Global Beauty Queen 2011.
  - Isidora Stancic (Serbia) fue cuartofinalista en Miss Model of the World 2011.
  - Michelle Giden-Huys (Sudáfrica) fue ganadora de Miss Atlántico Internacional 2011.
  - Nanthawan Wannachutha (Tailandia) fue segunda finalista en World Super Model 2011.
  - Natalia Coto (Honduras) fue semifinalista en Miss Turismo Mundo 2012 y Miss Asia Pacífico Mundo 2014.
  - Chantel Martínez (República Dominicana) fue cuarta finalista en Miss Global Teen 2012 y primera finalista en Miss Grand Internacional 2013.
  - Madalina Horlescu (Rumania) participó sin éxito en Miss Model of the World 2012.
  - Karina Ramos (Costa Rica) fue ganadora del Reinado Internacional de la Paz 2013, primera finalista en Miss Belleza Americana 2013 y en el Reinado Internacional de la Ganadería 2013, tercera finalista en Miss Turismo Latino 2013 y participó sin éxito en Miss Universo 2014.
  - Zulay Castillo (Ecuador) fue cuartofinalista en Miss Grand Internacional 2013.
  - Nieves Sánchez (España) participó sin éxito en Top Model of The World 2013.
  - Sopia Venetikian (Georgia) participó sin éxito en Miss Turismo Queen Internacional 2013.
  - Annamária Rákosi (Hungría) participó sin éxito en Miss Mundo 2013.
  - Lại Hương Thảo (Vietnam) participó sin éxito en Miss Mundo 2013.
  - Julia Prokopenko (Dinamarca) fue ganadora de Miss Exclusive of the World 2015.

## Sobre los países en Miss Supranacional 2012

### Naciones debutantes
- Belice
- Bosnia y Herzegovina
- Costa Rica
- Cuba
- Gabón
- Montenegro
- Noruega

### Naciones que regresan a la competencia
Compitieron por última vez en 2010:
- Alemania
- Escocia
- España

### Naciones que se retiran de la competencia
- Bahamas
- Bonaire
- Bulgaria
- Colombia
- Croacia
- Curazao
- Egipto
- El Salvador
- Etiopía
- Finlandia
- Grecia
- Guinea Ecuatorial
- Hong Kong
- Islas Vírgenes de los Estados Unidos
- Letonia
- Líbano
- Moldavia
- México
- Nueva Zelanda
- Países Bajos
- Perú
- Polinesia Francesa
- República Eslovaca
- Rusia
- Singapur
- Togo
- Ucrania
- Zimbabue